# Équennes-Éramecourt

Équennes-Éramecourt este o comună în departamentul Somme, Franța. În anul 2009 avea o populație de 316 de locuitori.